# Ктенийска крепост
Ктенийската крепост (на гръцки: Κάστρο Κτένι) е средновековна крепост, чиито останки се намират над кожанското село Ктени, Гърция.

## Местоположение
Крепостта е разположена на хълм западно от селото. Хълмът е с площ от 450 акра

## Описание
Датата на построяване на крепостта не е известна. Няма оцелели основи на сгради. Запазена е цистерна с мазилка отгоре, цистерни за пренасяне на вода и подземни пространства. Стените са изградени от сух камък без специална техника при изграждането и подреждането им. В крепостта няма останки от църкви, което означава, че не имало постоянно селище или гарнизон.
В 1649 година населението на Ктени се укрива в крепостта от албанска банда, която обаче я обсажда и след 3 месеца я превзема.
Маргарит Димзов (1829 - 1903) пише в „Антична география на Македония“, че в крепостта освен външните стени, дебели 2,5 m, е имало и вътрешни, които разделят крепостта е разделен на три последователни части, където от западната страна е най-високата от тях - акрополът с триъгълна форма, който контролира всички останали. Ако всичко това е можело да бъде видяно през XIX век, това означава, че оттогава е имало обширно използване на камъни, което напълно е унищожило крепостта.
В 2012 година крепостта е обявена за паметник на културата.